# Mistralklasse
De Mistralklasse is een Franse klasse amfibisch transportschepen van het type landing-helikopter-dok (LHD), waarvan het eerste in 2006 in dienst werd genomen. Ze zijn bedoeld om grondtroepen en zwaar materieel met helikopters en landingsvaartuigen aan land te zetten. Er werden drie exemplaren gebouwd voor de Franse marine. Het zijn na het vliegdekschip Charles de Gaulle de grootste schepen van de Franse marine. Ook Rusland had twee exemplaren besteld, die Frankrijk uiteindelijk aan de Egypte verkocht.

## Geschiedenis

De Mistralklasse in vergelijking met de voorgaande Foudreklasse.

Het BIP-programma voor de nieuwe transportschepen begon in 1997 bij de toen nog publieke nationale scheepsbouwer DCN, nu Naval Group. "BIP" stond voor bâtiment d'intervention polyvalent, oftewel polyvalent interventieschip. De Franse marine had toen twee schepen van de te vervangen Ouraganklasse uit de jaren 1960 en twee van de Foudreklasse uit de jaren 1990. Men wilde de amfibische capaciteit versterken, en voorzag dat 1400 manschappen met 280 voertuigen en dertig helikopters tot tien dagen autonoom moesten kunnen opereren tot 100 km ver in vijandig gebied; eventueel als onderdeel van een operatie in Europees of NAVO-verband.
Er werden schepen van verschillende groottes voorgesteld, met waterverplaatsingen van 8000, 10.000, 13.000 en 19.000 ton en lengtes van 102, 125, 151 en 190 meter. Er werd voor de grootste gekozen. Frankrijk werd hiermee het derde land dat amfibisch transportschepen met een doorlopend helikopterdek en een groot dok bezat, na Italiës San Giorgioklasse en de Amerikaanse Waspklasse. De eerste plannen waren voorzien op verticaal opstijgende gevechtsvliegtuigen als de Harrier en de in ontwikkeling zijnde F-35, maar dergelijke vliegtuigen waren geen vereiste voor defensie, en de voorzieningen ervoor werden geschrapt.
Eind 2000 kreeg het programma de naam Porte-hélicoptères d'intervention (PHI), oftewel Interventiehelikoptermoederschepen. Omdat die naam het amfibische en commando-aspect niet weerspiegelde, kregen ze niet veel later de naam Bâtiment de projection et de commandement (BPC), oftewel Projectie en commandoschip.

## Uitrusting

### Voorzieningen
De schepen van de Mistralklasse hebben een doorlopend vliegdek met zes landingsplaatsen voor helikopters. Onder de achterste helft van het vliegdek bevindt zich een hangar met plaats voor zestien middelgrote NH90-transporthelikopters of Tiger-gevechtshelikopters, of 35 kleine helikopters. Helemaal achteraan en achter het eiland zijn een vliegtuiglift voorzien die de hangar met het vliegdek verbindt.
Onder de hangar bevinden zich twee garagedekken waar een eskader van dertien Leclerc-tanks en 46 andere pantservoertuigen in passen. Er zijn voorts voorzieningen voor 450 normaal tot 900 maximaal landingstroepen. Tijdens Operatie Serval in Mali in 2013 vervoerde een Mistralschip 140 pantserwagens van verschillende groottes met 500 manschappen.

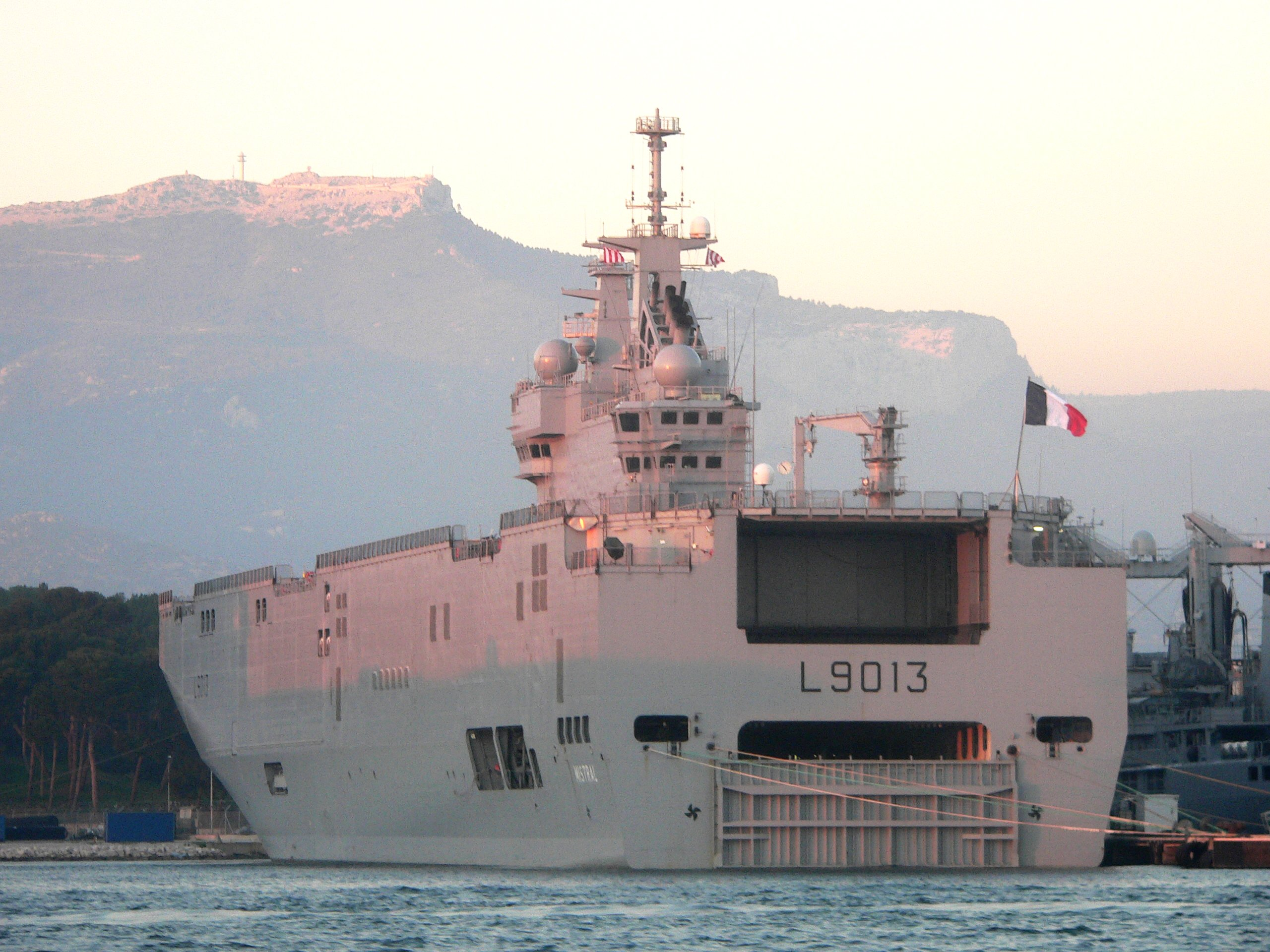
De achterzijde van de Mistral te Toulon in 2006.

Achteraan ter hoogte van de waterlijn bevindt zich een inwendig dok van 885 m². Het is aan de achterzijde van het schip afgesloten – met bij de Franse schepen nog een opening bovenaan – door een grote deur. Er passen twee EDAR- of vier CTM-landingsvaartuigen in, die circa tachtig ton aan land kunnen brengen. Er passen eveneens twee Amerikaanse LCAC-hovercraftlandingsvaartuigen in, die een groter bereik hebben en op meer strandtypes kunnen landen.
Er is ook een ziekenboeg met 69 bedden, waarvan zeven voor intensieve zorg. Deze is uitgerust met twee operatiekamers en een radiologieruimte. Een commandocentrum is uitgerust met computerposten voor 150 operatoren, en is bedoeld om militaire operaties – al dan niet in samenwerking met andere landen – te coördineren.

### Aandrijving
De Mistralschepen zijn zeer manoeuvreerbaar door de toepassing van telkens twee elektrisch aangedreven 360° draaibare roerpropellers achteraan en boegschroeven vooraan. Ze worden van stroom voorzien door drie Wärtsilä-dieselmotoren van 8582 pk en een hulpdieselmotor van 4425 pk.
Een snelheid van 14 knopen (26 km/h) aanhoudend, hebben ze een bereik van circa 10.700 zeemijlen (20.000 km).

### Bewapening
Toen tijdens de Israëlisch-Libanese Oorlog in 2006 het Israëlisch korvet INS Hanit werd geraakt door een antischeepsraket, werden de gevaren van asymmetrische oorlogsvoering tegen bijvoorbeeld terroristen of piraten duidelijk. De Mistralklasse is licht bewapend tegen dergelijke bedreigingen. Voor bescherming tegen luchtaanvallen en onderzeeërs is een escortefregat nodig.
Aan de vier hoeken van het vliegdek is een uitsparing gelaten voor de plaatsing van wapens. Oorspronkelijk was voor- en achteraan een Breda-Mauser 30 mm-snelvuurkanon voorzien, maar daar werd om budgettaire redenen van afgezien. In de plaats kwamen twee Nexter NARWHAL 20 mm op afstand bestuurde snelvuurkanonnen. Die verdedigen het schip tot op 2500 meter tegen kleine vliegtuigen, en tot op 2000 meter tegen kleine boten. In 2016 werd de Dixmude er als eerste mee uitgerust. De schepen zijn ook uitgerust met twee M134 7,62 mm-zesloops mitrailleurs.
Voor- en achteraan is ook een Simbad-dubbele lanceerder geplaatst voor Mistral-korteafstandsluchtdoelraketten met 6 km bereik.

## Eenheden

### Frankrijk
Voor de Franse marine zijn drie Mistralklasse transportschepen gebouwd. Allen hebben de marinebasis van Toulon aan de Middellandse Zee als thuishaven.
- Mistral (L9013), van 2003 tot 2004 gebouwd, en in 2005 in dienst genomen.
- Tonnerre (L9014), van 2003 tot 2005 gebouwd, en in 2007 in dienst genomen.
- Dixmude (L9015), in 2010 gebouwd, en in 2012 in dienst genomen.

De twee eerste schepen werden gebouwd bij zowel DCN te Brest als bij Chantiers de l'Atlantique te Saint-Nazaire. De voorzijde werd in Saint-Nazaire gebouwd, de achterzijde in Brest. Op 9 juli 2002 werd in Brest het eerste staal gesneden voor de Mistral. Op 30 juli 2004 werden de twee helften van dit schip in Brest samengevoegd; op 5 mei 2004 gevolgd door die van de Tonnerre. Deze twee vervingen de oude landingdokschepen van de Ouraganklasse. Oorspronkelijk waren nog twee schepen gepland, om ook beide landingdokschepen van de Foudreklasse te vervangen. De Dixmude werd in 2010 gebouwd, maar het vierde schip werd geschrapt.

### Rusland
In 2011 sloot Rusland een overeenkomst met Frankrijk voor de bestelling van twee schepen van de Mistralklasse voor 1,2 miljard euro. Er werd overeengekomen dat deze in Saint-Nazaire zouden worden gebouwd, in samenwerking met de Russische scheepsbouwer OSK. Twee volgende schepen zouden dan eventueel geheel in Rusland worden gebouwd, maar dat plan werd geschrapt.
- Vladivostok, van 2012 tot 2013 gebouwd.
- Sebastopol, van 2013 tot 2014 gebouwd.

In november 2014 zou het eerste schip aan Rusland geleverd worden. Maar tegen die tijd was Rusland een proxy-oorlog begonnen in in het oosten van Oekraïne, en had de Krim geannexeerd. Het westen stelde sancties in tegen Rusland en zette Frankrijk onder druk de levering op te schorten. In 2015 annuleerde Frankrijk de verkoop. Na onderhandelingen kreeg Rusland 950 miljoen euro terug, en maakte Rusland geen probleem meer van een doorverkoop. Russische commando-, communicatie- en wapensystemen moesten op Franse kosten verwijderd worden. Later dat jaar werden beide schepen verkocht aan Egypte.

### Egypte
In september 2015 werden beide schepen verkocht aan Egypte voor 950 miljoen euro, mede gefinancierd door Saoedi-Arabië. De verkoop leverde de Franse staat 200 à 250 miljoen euro verlies op, en de betrokken bedrijven 90 à 146 miljoen euro.
- Gamal Abdel Nasser (L1010), in juni 2016 geleverd en gebaseerd te Port Safaga; de voormalige Vladivostok.
- Anouar el Sadate (L1020), in september 2016 geleverd en gebaseerd te Alexandrië; de voormalige Sebastopol.

Egypte kocht eveneens de 46 Ka-52K-helikopters die Rusland voor de Mistrals liet maken over voor een miljard Amerikaanse dollar.